# Трансјордан (регија)
Трансјордан или Источна обала, Трансјорданска висораван (енгл. Transjordan, East Bank, хебр. עבר הירדן‎), је регион источно од реке Јордан који се већим делом данас налази у оквиру државе Јордан.

## Име
Префикс „транс“ је латински и значи „преко“ или „после“. Тако да се „Трансјордан“ односи на земљу са оне стране реке Јордан. Одговарајући термин за западну страну је „Цисјордан“, буквално значи „са ове стране (реке) Јордан“, што би данас представљало Западну обалу.
Термин у хебрејском језику је עבר הירדן‎ (преко Јордана) и јавља се на пример у Књизи Исуса Навина односно књизи о Јошуи. Користили су га људи са западне стране реке Јордан укључујући и библијске писце.

## Географија
Иако назив Трансјордан указује на област источно од реке Јордан он не укључује и област северно од реке Јармук и Галилејског мора односно Голанску висораван која припада данашњем Израелу.
Званично у Хашемитској Краљевини Јордан регион Трансјордана подразумева око 72500 km² степе и пустиње у широком појасу до границе са Ираком који раздваја Сирију од Саудијске Арабије. Али раније се термин поред овог региона односио и на јужни део све до Црвеног мора односно Акапског залива.
Регион је обухватао источну долину реке Јордан, планинске делове који су се даље надовезивали на степе и пустињу. Био је испресецан са неколико река које се уливају у реку Јордан и Мртво море, почев на северу од Јармука па затим Јабока (Зарка) и Арнона (Вади Муџиб).

## Историја
Од најраније историје овај регион је био под сталним освајањима различитих народа. По библијским записима на овом простору у периоду од (1900—1050. године п. н. е). живели су древни библијски народи Зузими, Емици, Хореи у краљевствима као што су Хам, Моав, Едом, Гад, Амон.
У Египатским записима из овог времена спомињу се градови Пела, Зафон у области долине реке Јордан. У натписима Рамзеса II из 13. века п. н. е. спомињу се градови краљевства Моаб као што је Дибон.
Асирски краљ Тиглат-Пилесар III је 732. п. н. е. окупирао већи део ове области.
У периоду 3. и 2. века п. н. е. овим подручјем су владали прво Птолемејиди а затим је област потпала по Селеукидско краљевство
Птолемеј XII Аулет је 63. године п. н. е. овојио већи део области оставивши једино Переу на управљање јеврејима.
Током Првог римско-јеврејског рата и Переа је 68. године н.е. потпала под римску управу.
Када је Трајан 106. године н.е. освојио Набатејско царство и припојио га Риму, нестало је и последње древно краљевство у области Трансјордана.
За време Византијске владавине на овим просторима се ширило хришћанство. 629. године у близини данашњег града Карак вођена је прва од неколико битака између Византије и Арапа позната као Битка код Мутаха. Повод за битку је било убиство емисара пророка Мухамеда који је умро 632. године.
После битке на Јармуку 636. године, Арапи су дефинитивно завладали овим просторима.
За време Јерусалимске краљевине овде је од око 1115. до 1199. године била Вазална држава Трансјордан. Крсташи су се овде сукобљавали са Арапима али и Селџуцима који су били на овим просторима до 14. века.
Током 15. века регион осваја Османско царство и остаје ту све до Првог светског рата. Регион је потпадао под Сиријски Вилајет. Од 1900-1908. године Турци граде пут од Дамаска до Медине. Око једне трећине (1200 km) пута пролази кроз Трансјордан.
Током Првог светског рата овде су се сукобљавали Арапи и Турци у борбама које су познате као Арапска побуна. Уз помоћ официра Британске армије Томаса Едварда Лоренса Арапи су на челу са Хусеин бин Алијем и његовим синовима протерали Турке, али је стварну власт тада преузела Британија.
После Каирске конференције 1921. године коју је водио Винстон Черчил и која је сазвана да би се решили политички сукоби и несугласице настали после Сајкс-Пикотов споразума и Балфорове декларације донета је одлука о оснивању протектората Емират Трансјордан, на чије чело долази Абдулах ибн ал Хусеин, други син Хусеина бин Алија. Емират Трансјордан постаје формално независтан 15. маја 1923. године.
Марта 1946. године Емират постаје независна држава Хашемитска Краљевина Трансјордан. Име мења 1. марта 1948. године у Хашемитска Краљевина Јордан.

## Мапе
- Ова мапа Дванаест племена Израела показује њихове локације источно и западно од реке јордан.
- Британски мандат над Палестином. Емират Трансјордан је браон боје.
- Јордан, 1948-1967. Источна обала је део источно од реке Јордан, Западна обала је део са западне стране реке Јордан.
- Мапа Јордана